# Leo Volk

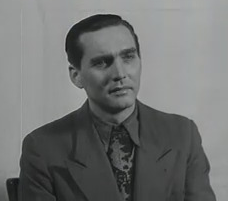
Leo Volk während der Nürnberger Prozesse. Aufnahme von Januar 1947.

Leo Narziß Volk (* 2. Mai 1909 in Berlin; † 1. Mai 1973 in Bielefeld) war ein deutscher Jurist und SS-Führer.

## Leben
Leo Volk, Sohn eines Ministerialkanzleisekretärs, beendete seine Schullaufbahn 1928 mit dem Abitur. Danach studierte Volk Rechtswissenschaften an mehreren Universitäten, unter anderem auch in der Schweiz und in Frankreich und legte das erste juristische Staatsexamen im November 1932 an der Universität Erlangen ab. Noch während seiner Referendariatszeit promovierte Volk im Dezember 1935 in Erlangen zum Dr. jur. mit der Dissertation: Die Übertragung des Anwartschaftsrechts aus bedingter Übereignung. Volk beendete sein Jurastudium im November 1936 mit dem zweiten juristischen Staatsexamen. Von Februar 1937 bis Mitte Januar 1940 war Volk beim Deutschen Gemeindetag tätig.
Ein Irrtum ist die Angabe, dass Leo Volk während der Jahre 1933/1934 Stellvertreter des Leiters des Geheimen Staatspolizeiamtes in Berlin Rudolf Diels war: Bei dieser Angabe handelt es sich um eine Verwechslung mit Hans Volk.
Volk wurde am 1. Mai 1933 Mitglied der NSDAP (Mitgliedsnummer 2.639.413) und gehörte ab 1. November 1933 der SS (SS-Nr. 219.415) an. Ab Frühjahr 1933 gehörte Volk mehreren SS-Standarten an. In der SS erreichte Volk im November 1942 den Rang eines SS-Hauptsturmführers der Reserve (Waffen-SS).
Nach Ausbruch des Zweiten Weltkrieges wurde Volk Mitte Januar 1940 zur Waffen-SS eingezogen. Danach war Volk im Hauptamt Verwaltung und Wirtschaft und dem Verwaltungsamt der Waffen-SS in unterschiedlichen leitenden Funktionen eingesetzt. Nach einer zweimonatigen militärischen Ausbildung in Prag, die er Mitte Juli 1941 beendete, leitete er ab September 1941 die Rechtsabteilung im Stab W des Hauptamtes Verwaltung und Wirtschaft. Ab Anfang Februar 1942 führte Volk diese Tätigkeit im neu gegründeten SS-Wirtschafts- und Verwaltungshauptamt als SS-Führer und Abteilungsleiter in der Amtsgruppe W fort. Ab Mai 1942 war Volk persönlicher Referent von Oswald Pohl, dem Leiter des WVHA, und später im WVHA noch für Wohnungs- und Evakuierungsfragen zuständig. Zudem war Volk Prokurist bei den Deutschen Wirtschaftsbetrieben GmbH, die systematisch die Arbeitskraft von KZ-Häftlingen ausbeuteten. Spätestens im September 1944 stieg Volk zum stellvertretenden Leiter der Amtsgruppe W im WVHA auf. Anfang März 1945 wurde Volk zu einer Kampfeinheit der Waffen-SS versetzt.

## Nach Kriegsende
Nach seiner Festnahme wurde Volk von November 1946 bis Januar 1947 zusammen mit Hans Hohberg und Karl Mummenthey durch den britischen War Criminals Holding Centre in Minden interniert. Dort mussten die Internierten den „Mindener Bericht“ verfassen. Dieser 244 Seiten umfassende Bericht sollte den Aufbau des WVHA und dessen wirtschaftliche Unternehmungen nachvollziehbar darstellen. Der Bericht wurde nach Naasner nicht als Beweismittel in den Nürnberger Prozessen herangezogen.
Im Prozess Wirtschafts- und Verwaltungshauptamt der SS wurde Volk am 3. November 1947 vom United States Military Tribunal II wegen Kriegsverbrechen und Verbrechen gegen die Menschlichkeit für schuldig befunden. Sein Verteidiger war Hans Gawlik mit dem Assistenten Gerhard Klinnert, welcher ab 30. Juni 1948  in den Berufungsverhandlungen sein Verteidiger wurde. Insbesondere seine Verstrickung in Konzentrationslagerverbrechen infolge der Ausnutzung der Arbeitskraft von KZ-Häftlingen durch SS-Betriebe wurden ihm vorgeworfen. Volk wurde zu einer zehnjährigen Freiheitsstrafe verurteilt, die Ende Januar 1951 auf acht Jahre Haft reduziert wurde. Am 16. Februar 1952 wurde er vorzeitig aus dem Kriegsverbrechergefängnis Landsberg entlassen. Später lebte er in Herford und war als niedergelassener Rechtsanwalt tätig. Volk starb nach Angaben von Schulte 1973.